# Henrietta Rose-Innes
Henrietta Rose-Innes, née le 14 septembre 1971 au Cap en Afrique du Sud, est une romancière et nouvelliste sud-africaine. 

## Biographie
En 2008, Henrietta Rose-Innes a reçu le prix Caine pour sa nouvelle Poison, après avoir figuré à deux reprises dans la sélection du prix. Son roman Nineveh, paru en 2011, a figuré en 2012 dans les sélections du Sundays Times Prize for Fiction et des Prix littéraires M-Net ; il lui a valu le prix littéraire François Sommer. En septembre 2012, sa nouvelle Sanctuary est arrivée deuxième au concours international de nouvelles de la BBC.
Elle vit aujourd'hui entre Le Cap (Afrique du Sud) et Norwich (Royaume-Uni). Elle est doctorante en création littéraire à l'université d'East Anglia. 

## Œuvres

### Romans
- (en) Shark's Egg, 2000
- (en) The Rock Alphabet, 2004
- Ninive, Zoé, 2014 ((en) Nineveh, 2011), trad. Elisabeth Gilles, 320 p.  (ISBN 978-2-88182-914-7)[4]
- L'Homme au lion, Zoé, 2016 ((en) Green Lion, 2015), trad. Elisabeth Gilles, 317 p.  (ISBN 978-2-88927-348-5)

### Recueils de nouvelles
- (en) Homing, 2010

### Nouvelles
- (en) Homing, 2010Publié dans les recueils AGNI 72, Portfolio of African Fiction (2010) et The Best American Nonrequired Reading (2011)
- (en) Promenade, 2011Publié dans The Granta Book of the African Short Story (2011)
- (en) Falling, 2010Publié dans Willesden Herald New Short Stories 4 (2010)

## Prix
Sa nouvelle Snake Story a été nommée pour le prix Nommo de la meilleure nouvelle 2018.